# Peter Borisov
Peter Borisov, slovenski zdravnik ginekolog in medicinski zgodovinar, * 27. november 1921, Ljubljana, † 23. januar 2011, Ljubljana

## Življenje in delo
Kot srednješolec se je februarja 1942 vključil v narodnoosvobodilno borbo. Istega leta je bil deportiran v koncentracijsko taborišče Gonars in kasneje v Monigo v bližini Travisa. S presledki je bil v okupatorjevih zaporih do osvoboditve 1945. Medicino je študiral na Medicinski fakulteti v Ljubljani. Med študijem ga je ponovno hudo udarila usoda: v letih 1952−1954 je bil samo zaradi tega, ker je bil sin ruskih emigrantov zapornik na Golem otoku. Brezčutni uničevalni stroj ga ni pogubil in uklonil, ostal je visoko moralen, pogumen in pokončen. Leta 1954 je diplomiral na ljubljanski Medicinski fakulteti in prav tam 1974 tudi doktoriral. Kot zdravnik splošne medicine je služboval  v Ivančni Gorici. Leta 1961 se je v Ljubljani specializiral iz ginekologije in porodništva. Kot ginekolog je sprva služboval na kliniki za ženske bolezni in porodništvo v Ljubljani, na ginekoloških oddelkih v Murski Soboti in v Mariboru. Leta 1962 pa je bil imenovan za vodjo dispanzerja za ženske Zdravstvenega doma Ljubljana Vič. Leta 1974 je dosegel naslov (prvega) doktorja znanosti iz zgodovine medicine z disertacijo "Oris razvoja kirurgije na Slovenskem do začetka 20. stoletja in njen prispevek k razvoju slovenske znanstvene medicine". Naslednje leto je bil izvoljen za docenta za zgodovino medicine na Medicinski fakulteti v Ljubljani; 1976-1990 pa je bil predstojnik Inštituta za zgodovino medicine Medicinske fakultete v Ljubljani ter od 1980 izredni in od 1985 redni profesor zgodovino medicine na Medicinski fakulteti v Ljubljani. Objavil je več knjig ter strokovno-znanstvenih člankov s področja zgodovine medicine. V sklopu Inštituta za zgodovino medicine na Medicinski fakulteti v Ljubljani je ustanovil medicinski muzej. Leta 1982 je bil odlikovan z redom dela z zlatim vencem, 1999 pa je prejel priznanje Združenja ginekologov in porodničarjev Slovenije.

## Bibbliografija
- Od ranocelništva do začetkov znanstvene kirurgije na Slovenskem  (COBISS) (1977)
- Pregled razvoja medicinske miselnosti in odkritij (COBISS) (1980)
- Potres in dograditev Ljubljanske bolnišnice na Zaloški cesti (COBISS)
- Medicinska fakulteta Univerze v Ljubljani : 1919-1945 : zgodovinski zbornik (COBISS)
- O Hacquetovem značaju (COBISS)
- Zgodovina medicine (1995)
- Ginekologija na Slovenskem od nastanka do 80. let 20. stoletja (1995)
- Zgodovina medicine : poskus sinteze medicinske misli (2009)